# Посольство Украины в Хорватии
Посольство Украины в Хорватии — дипломатическое представительство Украины в Хорватии, расположенное в столице Хорватии городе Загребе.

## Задачи посольства
Основная задача Посольства Украины в Загребе — представлять интересы Украины, способствовать развитию политических, торгово-экономических, культурно-просветительских, научно-технических и других связей, а также защищать права и имущественные интересы украинских физических и юридических лиц, которые находятся на территории Хорватии и Боснии и Герцеговины.
Деятельность посольства направлена на укрепление межгосударственных отношений между Украиной и Хорватией, а также между Украиной и Боснией и Герцеговиной на всех уровнях, обеспечение гармоничного развития этих отношений, а также сотрудничества по вопросам, имеющим взаимный интерес.

## История дипломатических отношений
5 декабря 1991 года Хорватский сабор признал независимость Украины. 11 декабря 1991 года Украина стала первой страной-членом ООН, признавшей независимость Республики Хорватия. 18 февраля 1992 года путём обмена нотами были установлены между дипломатические отношения двумя странами. 26 января 1994 года в ходе первого официального визита главы МИД Украины Анатолия Зленко в Хорватию был подписан Протокол о сотрудничестве двух МИД и Соглашение о безвизовых поездках владельцев дипломатических и служебных паспортов. В этот же день подписан Протокол об осуществлении консульских отношений между Украиной и Республикой Хорватия.
12 октября 1992 года Президиум Верховной Рады Украины своим постановлением признал государственную независимость Боснии и Герцеговины, а 20 декабря 1995 года установил дипломатические отношения с этой страной.
С 17 ноября 2004 года в столице Боснии и Герцеговины Сараево начало свою деятельность отделение посольства Украины в Республике Хорватия, от чего посольство получило название Посольство Украины в Республике Хорватия и Боснии и Герцеговине (по совместительству).

## Филиалы посольства

### Почётное консульство Украины вЗадаре
Почётный консул Украины в Республике Хорватия Никола Малич.
Адрес: город Задар, ул. Краля Твртке, 3.
Границы консульского округа: Задарска, Сплитско-Далматинска, Дубровачко-Неретванска, Шибенско-Книнска и Личко-Сеньска жупании.

### Почётное консульство Украины Малинская
Почётный консул Украины в Республике Хорватия Никола Турчич.
Адрес: Омишаль, ул. Пушча, 131
Границы консульского округа: Истарска и Приморско-Горанска жупании.

### Отделение посольства в Боснии и Герцеговине
Первый секретарь: Константин Васильевич Субботин
Адрес: город Сараево, ул. Фра Анджела Звиздовича, 1

## Руководители дипломатической миссии
- Шостак Анатолий Николаевич (11 апреля 1995[1] — 15 октября 2001[2])
- Олефиров, Андрей Владимирович (2001) временный поверенный
- Кирик Виктор Андреевич (15 октября 2001[3] — 11 июля 2006[4])
- Лубкивский, Маркиян Романович (16 декабря 2006[5] — 12 мая 2009[6])
- Зайчук Борис Александрович (31 июля 2009[7] — 8 апреля 2010[8])
- Чернышенко Анатолий Вадимович (2010) временный поверенный
- Левченко, Александр Михайлович (1 сентября 2010[9] — 23 января 2017[10])
- Симонов Ярослав Андреевич (2018) временный поверенный
- Горопаха Сергей Витальевич (2019) временный поверенный
- Кирилич Василий Петрович (с 24 декабря 2019[11])